# Ungusurculus williamsi
Ungusurculus williamsi is een straalvinnige vissensoort uit de familie van de naaldvissen (Bythitidae). De wetenschappelijke naam van de soort is voor het eerst geldig gepubliceerd in 2007 door Schwarzhans & Møller.